# Паткова, Ярмила
Ярмила Паткова (чеш. Jarmila Pátková; род. 9 июня 1953, Брно) — чехословацкая гребчиха, выступавшая за сборную Чехословакии по академической гребле в 1970-х годах. Победительница и призёрка первенств национального значения, участница летних Олимпийских игр в Монреале.

## Биография
Ярмила Паткова родилась 9 июня 1953 года в городе Брно, Чехословакия.
Впервые заявила о себе в академической гребле на международном уровне в сезоне 1973 года, когда вошла в состав чехословацкой национальной сборной и выступила на чемпионате Европы в Москве, где в зачёте парных рулевых четвёрок стала пятой.
В 1975 году на чемпионате мира в Ноттингеме заняла пятое место в парных двойках.
Благодаря череде удачных выступлений удостоилась права защищать честь страны на летних Олимпийских играх 1976 года в Монреале, где впервые была представлена программа женской академической гребли. В составе парного экипажа-четвёрки, куда также вошли гребчихи Мари Бартакова, Анна Марешова, Гана Кавкова и рулевая Алена Свободова, финишировала на предварительном квалификационном этапе третьей, но через дополнительный отборочный заезд всё же прошла в главный финал А, где в конечном счёте показала пятый результат.
После монреальской Олимпиады Паткова больше не показывала сколько-нибудь значимых результатов в академической гребле на международной арене.